# Fleet (Dorset)
Pour les articles homonymes, voir Weymouth.
Fleet est une paroisse civile du sud du Dorset, en Angleterre, situé à environ 4 km à l'ouest de Weymouth. La population était estimée à 60 habitants en 2013. Le village est connu pour être le lieu du roman Moonfleet de John Meade Falkner.

## Géographie
Le village est situé du sud de l'Angleterre, dans le Dorset, face à la Manche. Il se compose des petits villages de East Fleet, West Fleet, Fleet House et Fleet Common, tous situés près du rivage de The Fleet, un lagon saumâtre derrière l'immense banc de sable de Chesil Beach (en), où de nombreux navires faisaient naufrage. Le conseil du comté du Dorset a estimé que la population de la paroisse civile était de 60 habitants en 2013.

## Toponymie
Le nom Fleet est dérivé du vieil anglais fleot,  désignant un bras de mer ou un estuaire.

## Histoire
En 1824, une grande tempête fait déferler les vagues sur la plage de Chesil Beach. De nombreux bâtiments du village sont détruits, y compris la nef de l'église paroissiale d'origine. Une nouvelle église, The Holy Trinity, fut construite en 1829, un peu plus à l'intérieur des terres. Seul le chœur de l'ancienne église est encore visible aujourd'hui.

## Le manoir de Fleet
Le manoir de Fleet est détenu par le roi à l'époque du Domesday Book. Peu de temps après, il passe sous la juridiction du prieuré de Christchurch. Après la dissolution des monastères en 1534, le manoir de Fleet, comprenant les terres sur lesquelles se trouvait le manoir et les terres de West Fleet, est concédé à William Cocke. En 1563, les terres sont concédées à Robert Freke et John Walker. Quelque temps après, le manoir devint la propriété de Robert Mohun. La famille Mohun en garda alors la propriété jusqu'au dernier survivant, un autre Robert Mohun, qui mourut sans laisser de descendance en 1758. À cette date, le domaine comprenait le manoir, les fermes de West Fleet et East Fleet, les terres du presbytère, l'église et « un grand réservoir d'eau appelé The Beach ». Après la mort de Robert, le manoir passe à sa sœur Sarah qui s'était mariée en secondes noces à John Gould de Upwey. Quand Sarah Gould meurt en 1774, son mari légue le domaine à son fils aîné George Gould de Fleet et Upwey, issu de son premier mariage avec Mary, la fille du révérend William Glisson, recteur de Marnhull. George se maria deux fois et par sa seconde épouse Abigail, fille de Robert Gooden d'Over Compton, il eut deux fils, John et George qui héritèrent successivement du manoir. Ce dernier George Gould devint recteur de la paroisse de Fleet et fut responsable du financement et de la construction de la nouvelle église après la terrible tempête. Il meurt célibataire en 1841, laissant le domaine à une parente, Mlle Catherine Barbara Jackson, qui meurt en 1847. Le manoir passe ensuite entre les mains de George Gooden, fils de Robert Gooden, frère de la mère du révérend George Gould. George Gooden devint également vicaire de Fleet et occupait toujours le manoir en 1867.
Le bâtiment est aujourd'hui l'hôtel Moonfleet Manor''.

## Évocation artistique
Le village est le lieu de l'action du célèbre roman de John Meade Falkner, qui transforma légèrement le nom en Moonfleet (en contractant le nom des Mohun et celui du village). Un mémorial en cuivre dédié à Falkner est visible dans la vieille église, ainsi que des plaques de cuivre en souvenir des membres de la famille Mohun dont le nom est utilisé dans le roman. 

## Source
- (en) Cet article est partiellement ou en totalité issu de l’article de Wikipédia en anglais intitulé « Fleet, Dorset » (voir la liste des auteurs).